# 檸檬法
檸檬法（英語：Lemon Laws），是美國的一種消費者保護法，主要是在保障汽車買主的權益。檸檬法的名稱起源於美國經濟學家、加州大學柏克萊分校教授喬治·阿克羅夫（George A. Akerlof）所發表的一篇經濟學論文，因為這緣故，對於出廠後有瑕疵問題的汽車，通常也會稱呼其為檸檬車（Lemon Car）或直接就稱為檸檬。

## 起源與意義
喬治·阿克羅夫在1970年時發表一篇論文《檸檬市場：質化的不確定性和市場機制》（The Market for Lemons: Quality Uncertainty and the Market Mechanism），這篇論文主要在推理不對稱資訊理論（asymmetrical information theory）對二手車市場的影響機制，在文中阿克羅夫用不同的水果代替不同特性的二手車，以香甜的櫻桃與水蜜桃來譬喻車況優良的二手車，而用酸澀的檸檬來譬喻狀況不佳的二手車商品。雖然當初阿克羅夫的論文主要是在討論二手車市場的問題，但後來卻被引伸，用來意指出廠後問題百出的瑕疵車，並且以這稱呼延伸，替新車瑕疵方面相關的消費者保護法命名，稱為「檸檬法」。

## 範圍與內容
剛開始時，檸檬法主要是在保障汽車消費者買到瑕疵車時相關的權益問題，但進一步檸檬法的適用範圍已經漸漸地擴展到其他不同種類商品的消費者保護事項，例如電器與電腦產品等等。在美國，消保法是聯邦各州可以自行管理的事物，因此以聯邦等級的《馬格奴森-莫斯保固法案》（The Magnuson-Moss Warranty Act）與統一商業法（Uniform Commercial Code, UCC）作為藍本，自1982年起，美國各州陸續地都制定了細節各有不同的檸檬法，只有阿肯色州與南達科他州尚未制定。而除了新車檸檬法之外，部分州例如紐約州，也制定了針對二手車買主權益的消保法規。
雖然各州的規定細節各有不同，但大致來說檸檬法主要是在規定，在新車購買之後的特定期限內（以加州檸檬法為例，期限為18個月或18,000英里，視何者先到期為優先），如果發生下列情況，則汽車買主可以要求廠商無條件退款或更換新品，不得有拒絕（以下範例簡要摘錄自加州檸檬法）：
- 產品的瑕疵將讓汽車在被駕駛時產生致命或致傷的可能，而消費者在至少回報此問題一次給原廠或經銷商後，經過兩次以上的維修仍無法解決問題時；
- 產品的瑕疵無致命風險，但消費者在至少回報此問題一次給原廠或經銷商後，經過四次以上的維修仍無法解決問題時；
- 產品在檸檬法保護的期間，因回廠維修導致無法正常使用的天數超過30個工作天時，得以適用檸檬法。

關於檸檬法的適用還有許多相關的細節定義且各州檸檬法所規定的檢修次數與有效期限皆有差異，關於這方面的詳細諮詢，請參考下方外部連結中所提及的各單位網頁。
雖然，「檸檬法」是美國各州對於消保法所賦予的正式命名，其他國家的消費者保護法通常都有各自不同的正式名稱，但因為檸檬法是這一類法律的最初典範，因此通常說「某某國的檸檬法」時也都能理解這是意指該國的（汽車）消保法之意，而「檸檬車」這稱呼則更是被廣泛用在所有的瑕疵車輛商品之上。

## 相關話題
- 喬治·阿克羅夫
- 檸檬市場
- 檸檬

## 外部連結
- 美國檸檬法網站 （页面存档备份，存于）（英文）
- 檸檬法相關網站（英文）